# Oedudes scaramuzzai
Oedudes scaramuzzai là một loài bọ cánh cứng trong họ Cerambycidae.